# Monument van de Overtocht

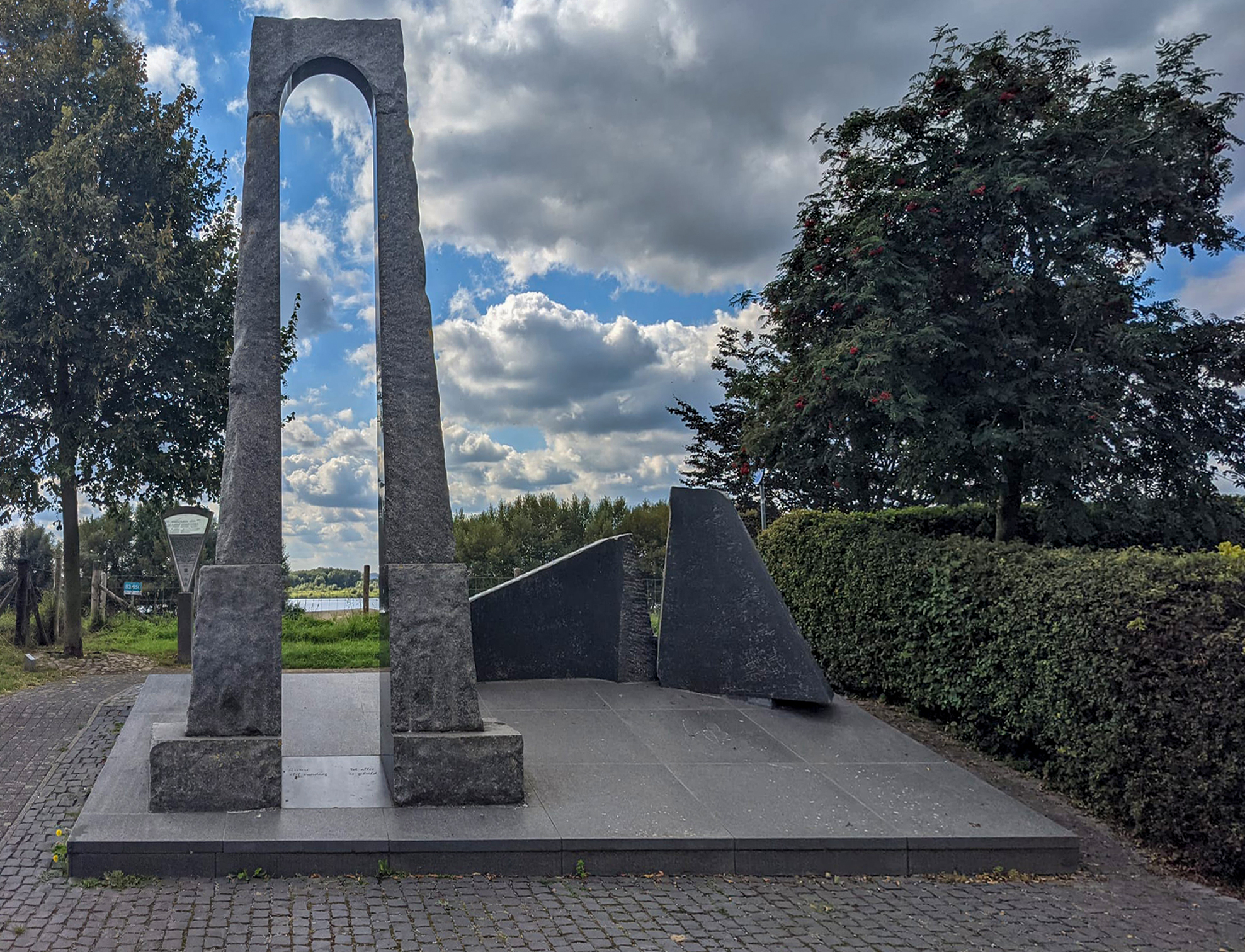
Monument van de Overtocht

Het Monument van de Overtocht is een monument in de Nederlandse plaats Obbicht. Het is van de hand van kunstenaar Louis Reynen naar een ontwerp van Herman Veugelers. Kroonprins Willem-Alexander huldigde het monument op 1 juli 1999 in. Zijn paraaf is te zien op het monument.

## Beschrijving
Het monument van de Overtocht herdenkt de overtocht in de nacht van 5 op 6 oktober 1568 over de Maas in Obbicht door Willem van Oranje en zijn troepen. Het is gemaakt van  Zuid-Afrikaans palla granietsteen; de bodemplaat heeft de vorm van een opengeslagen boek. Uit het boek rijzen een poort en een vleugel omhoog. Op de vleugel staan wilde ganzen. De poort verwijst naar de overtocht van toen en de vrijheid en grenzeloosheid van nu en de toekomst.

## Historiek
De doorwaadbare plaatsen werden hem aangewezen door Karel van Bronckhorst-Batenburg, de kasteelheer van Obbicht. Karel was de broer van Diederik en Gijsbert, twee edellieden die op last van de hertog van Alva op 1 juni 1568 in Brussel werden onthoofd. Vier dagen later stierven de hertogen van Egmont en Hoorn op het schavot. Diederik en Gijsbert ondertekenden al vroeg het Eedverbond der Edelen. De onthoofdingen kunnen gezien worden als een wraakactie na de door de Spanjaarden verloren slag bij Heiligerlee.
Willem ondernam de oversteek bij het begin van de Tachtigjarige Oorlog die gekend is als de Nederlandse Opstand tegen de Spaanse Rijk ten tijde van Filips II, landsheer van de Spaanse Nederlanden. Zijn leger telde 14.000 voetknechten en 7000 ruiters die vanuit Duitsland waren vertrokken.

### Na de overtocht
Aan de overzijde van de Maas kwam Willem met zijn leger in Stokkem terecht. Hij was niet welkom in het kasteel. De kasteelheer van Nieuwenborgh en de bevolking waren aangemaand door een vertegenwoordiger van de prins-bisschop van Luik om zich af te keren van de nieuwe leer. De stad had erg te lijden door Willems troepen en in 1605 brandde ze volledig af.

## Galerij

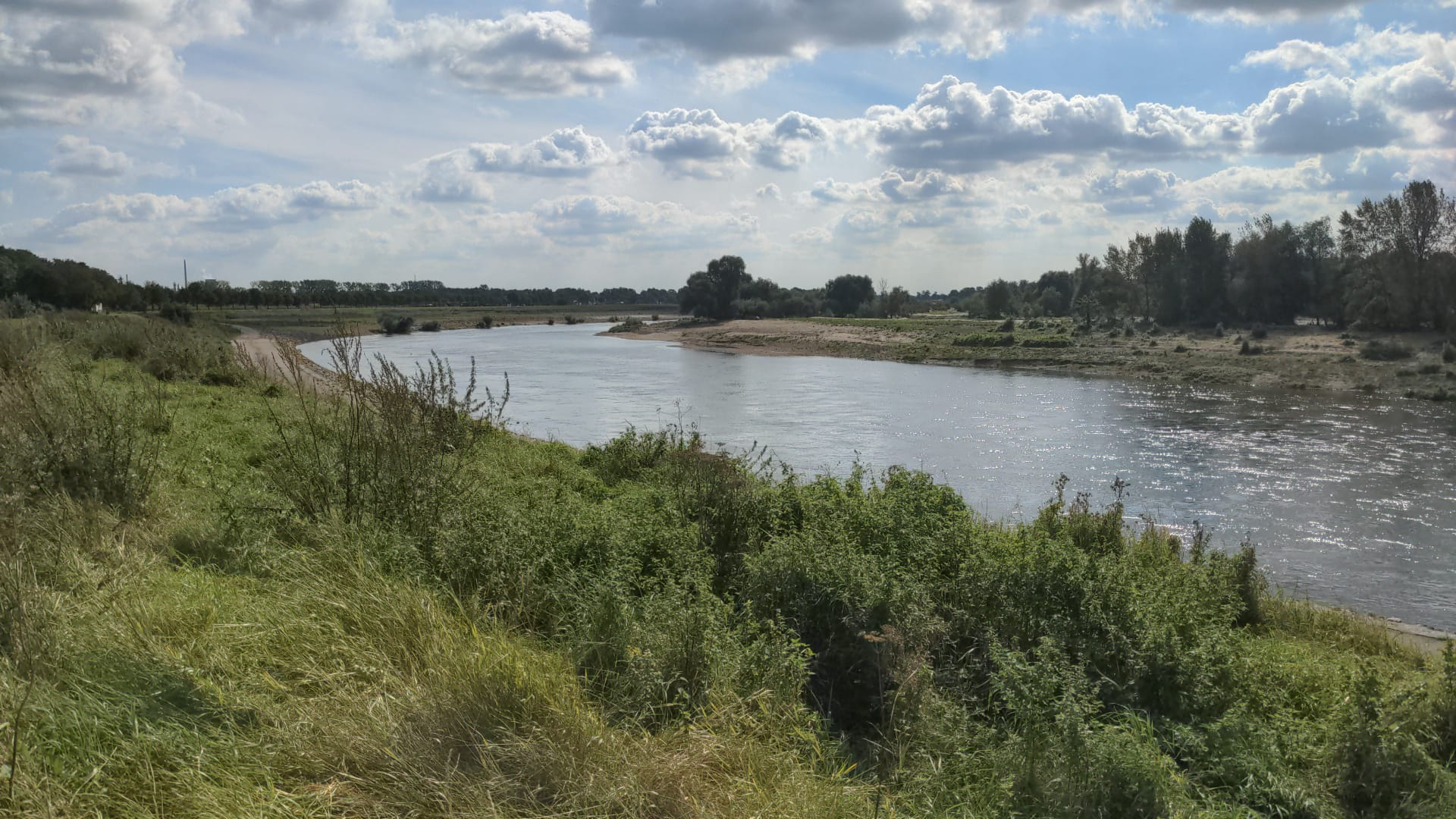
De Maas bij Obbicht
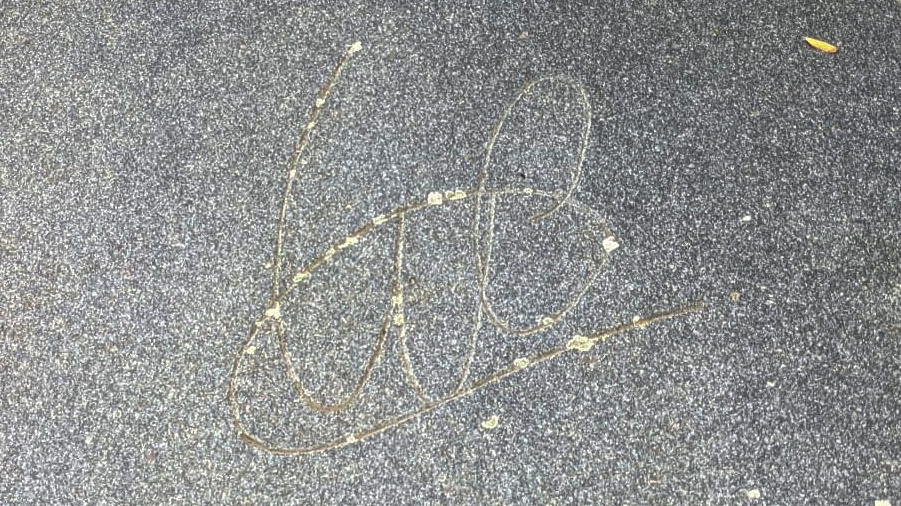
De paraaf van Willem-Alexander